# Peter M. Gollwitzer
Peter Max Gollwitzer (* 29. Juni 1950 in Nabburg) ist ein deutscher Sozial- und Motivationspsychologe und Hochschullehrer in New York.

## Leben
Gollwitzer studierte Bildungsökonomie und Psychologie an der Universität Regensburg. Er erhielt sein Diplom in Psychologie von der Ruhr-Universität Bochum im Jahr 1977 und den Dr. phil. (PhD) von der University of Texas at Austin 1981. Im Jahr 1988 habilitierte er sich an der Ludwig-Maximilians-Universität München. Von 1982 bis 1983 war Gollwitzer am Lehrstuhl für Motivationspsychologie an der Universität Bochum als wissenschaftlicher Mitarbeiter beschäftigt. 1983 wechselte er an das Max-Planck-Institut für psychologische Forschung in München, wo er bis 1988 in der Abteilung Motivation und Handeln als Mitarbeiter, und von 1989 bis 1993 als Leiter der Forschergruppe Intention und Handeln tätig war. 1990 heiratete er Gabriele Oettingen. Seit 1993 ist er Professor (Lehrstuhlinhaber Sozial- und Motivationspsychologie) an der Universität Konstanz und seit 1999 Professor für Sozialpsychologie an der New York University. 2017 wurde Peter M. Gollwitzer zum Mitglied der Leopoldina gewählt.

## Forschung
Gollwitzer entwickelte mehrere Modelle zur Handlungskontrolle: Die Theorie der symbolischen Selbstergänzung (mit Robert A. Wicklund), das Rubikonmodell der Handlungsphasen (mit Heinz Heckhausen), das Auto-Motive Modell automatischen Zielstrebens (mit John A. Bargh) die Mindset-Theorie der Handlungsphasen (MAP) und die Unterscheidung zwischen Handlungskontrolle durch Zielintentionen (Absichten, "goal intentions") versus Durchführungsintentionen (Vorsätze, "Implementation Intentions") in der Form von "wenn-dann" Plänen.
Gollwitzers experimentelle Forschung versucht, die Vielzahl der verschiedenen Mechanismen zu entdecken, die die Handlungskontrolle positiv beeinflussen, und die Bedingungen heraus zu kristallisieren, welche für die Wirkung dieser Mechanismen besonders förderlich sind. Seine Forschung ist verknüpft mit den Arbeiten von Gabriele Oettingen zur Bedeutung des mentalen Kontrastierens für das Realisieren von Zielen.

## Auszeichnungen
- Ordentliches Mitglied der Academia Europaea (1996)[19]
- Fellow, American Psychological Association
- Charter Fellow, American Psychological Society
- Max-Planck-Forschungspreis
- Transcoop Award,  Alexander-von-Humboldt-Stiftung
- Ehrendoktorat der Leuphana Universität Lüneburg (2018)